# Mustafa Abdul-Hamid
Mustafa Abdul-Hamid (St. Louis, 2 giugno 1988) è un ex cestista statunitense.

## Palmarès
- Campionato sloveno: 1

Krka Novo Mesto: 2011-12